# Érika Cristiano dos Santos
Érika Cristiano dos Santos (nacida el 4 de febrero de 1988, São Paulo, Brasil), conocida como Érika, es una futbolista profesional brasileña, su actual equipo es el Corinthians. Érika jugó como delantera para sus clubes y para las selecciones juveniles de Brasil, pero principalmente como defensora central o mediocampista defensiva en la selección absoluta. Formó parte del equipo ganador de la medalla de plata de Brasil en los Juegos Olímpicos de Beijing 2008 y también jugó en la Copa Mundial Femenina 2011, los Juegos Olímpicos de Londres 2012 y los Juegos Olímpicos de Río 2016.
A nivel de clubes, Érika disfrutó tres exitosas temporadas con Santos, hasta que el club disolvió la sección femenina en 2012. También pasó la temporada 2009 con la franquicia FC Gold Pride de la WPS. Después de la desaparición de Santos, Érika y otros nueve exjugadores del Santos acordaron unirse a Centro Olímpico. Jugó para el Paris Saint-Germain entre 2015 y 2018, antes de regresar a Brasil con el Corinthians.

## Carrera de club
A los seis años, Érika se convirtió en la primera mujer en la escuela de fútbol de Marcelinho Carioca. Luego jugó fútbol de salón para la Associação Sabesp, donde cambiaron las reglas para permitirle competir contra adultos a los 12 años. La madre de Érika le consiguió una plaza en el Clube Atlético Juventus, donde comenzó a jugar fútbol 11 y rápidamente llamó la atención de las selecciones nacionales juveniles y del Santos. Con Santos Érika ganó el Campeonato Paulista en 2007 y la Copa do Brasil 2008.
Érika fue elegida por FC Gold Pride, un equipo de la recién creada WPS de Santa Clara, California, en el Draft Internacional 2008. La entrenadora asistente del equipo era Sissi, compatriota y mentora de Érika. Después de jugar siete partidos en el FC Gold Pride durante el 2009, Érika fue dejada en libertad de acción al final de la temporada por el entrenador Albertin Montoya.
Regresó a Santos y formó parte del equipo ganador de la Copa Libertadores 2009 en noviembre de 2009, anotando dos goles en la victoria en la final 9-0 sobre UAA. El mes siguiente Santos retuvo la Copa do Brasil, después de vencer a Botucatu 3-0 en la final en el Estádio do Pacaembú.
A principios de 2012, la junta directiva de Santos eliminó la sección femenina "para ahorrar dinero" después de que el club acordara con Neymar un contrato millonario. Érika lloró en la conferencia de prensa en la que se anunció y consideró públicamente una oferta de un club de Corea del Sur.
Con la ayuda de Neymar, Érika y los jugadores del Santos desplazados consiguieron alrededor de 1.500.000 dólares en patrocinio externo, pero la junta de Santos se negó a revertir su decisión. Diez de los jugadores, incluida Érika, se trasladaron al Centro Olímpico.
A finales de 2013, Érika sufrió una lesión en el ligamento cruzado anterior que la mantuvo fuera del fútbol durante unos diez meses, hasta septiembre de 2014. En agosto de 2015, Érika y su compatriota Cristiane hicieron una doble transferencia al Paris Saint-Germain Féminines, representante francés en la Champions League. Ambas fueron nombradas en el equipo de la temporada de la Federación Francesa de Fútbol 2015-16. En enero de 2017, el Paris Saint-Germain acordó liberar a Érika de los últimos seis meses de su contrato, ya que había regresado a Brasil para rehabilitarse de una lesión.
En julio de 2017, habiéndose recuperado, acordó regresar al Paris Saint-Germain con un nuevo contrato de un año. Hizo 20 apariciones en 2017-18, incluida la victoria por 1-0 en la final de la Coupe de France Féminine sobre su rival Lyon. Al expirar su contrato, regresó a Brasil para una cirugía de quistes ováricos. Tenía una oferta de un club chino, pero prefirió permanecer cerca de su familia después de tres años fuera. Aceptó una oferta para unirse al Corinthians y comentó sobre una "evolución gigantesca" en el fútbol brasileño desde su partida a Francia.

## Carrera internacional
A los 15 años, Érika jugó con Brasil en el Campeonato Mundial sub-19 2004. También participó en la edición de 2006 del evento, ahora sub-20, en el que Brasil quedó en tercer lugar. Aún elegible en 2008, Érika anotó dos goles en la campaña de Brasil a los cuartos de final y fue nombrada en el equipo ideal del torneo. Había sido máxima goleadora conjunta con siete goles en el Campeonato Sudamericano de Fútbol Sub-20 de 2008, que sirvió como torneo de clasificación.

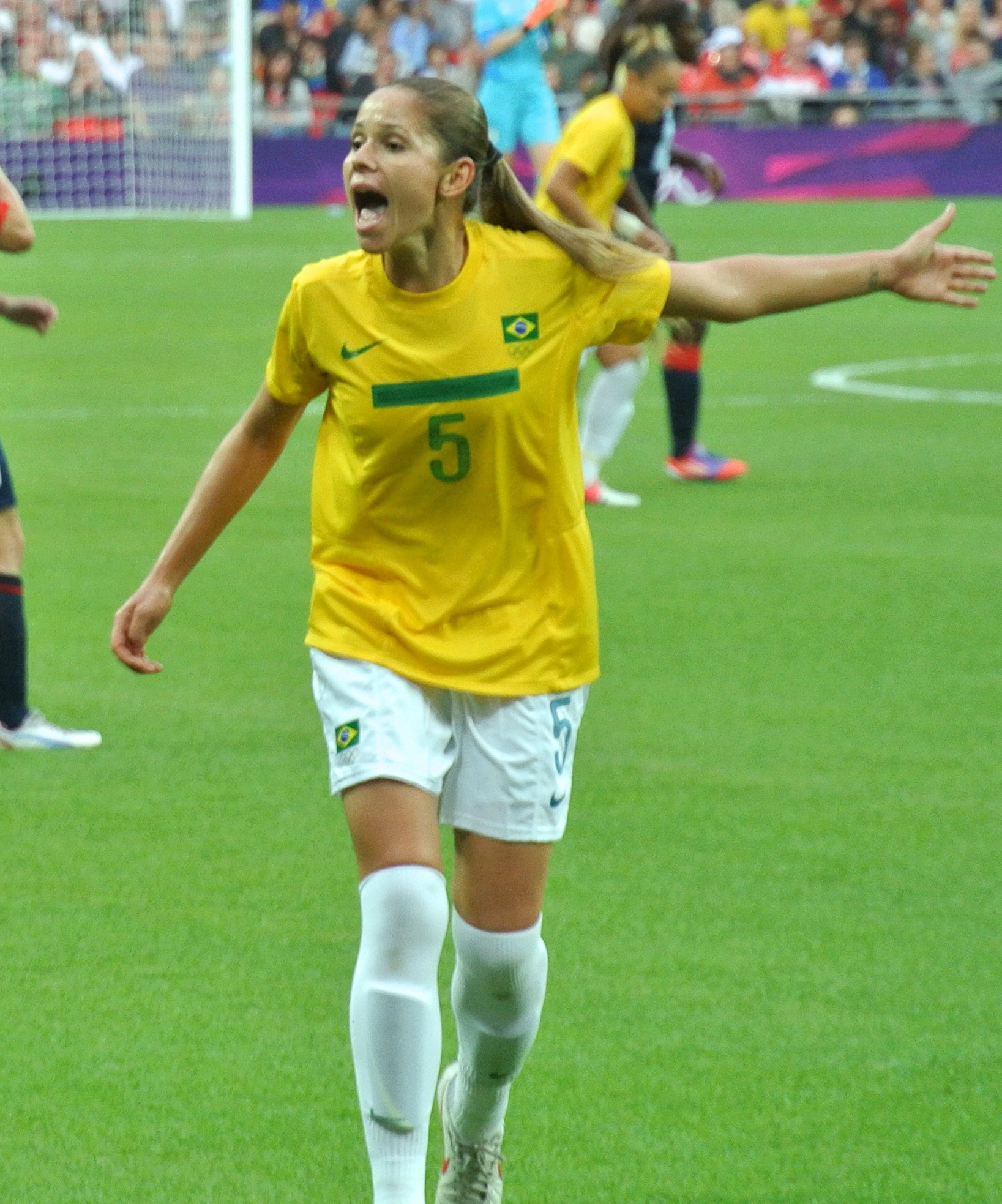
Érika en los Juegos Olímpicos 2012

En noviembre de 2006 Érika hizo su debut con la selección absoluta de Brasil en la victoria 6-1 sobre Bolivia por el Campeonato Sudamericano de Fútbol en el Estadio José María Minella, Mar del Plata. Fue retirada del plantel de Brasil para los Juegos Panamericanos 2007 dos días antes del torneo, debido a una lesión en los ligamentos del tobillo.
En los Juegos Olímpicos 2008, Érika reemplazó a Andréia Rosa en como defensora central después del primer partido. Permaneció en el equipo y obtuvo una medalla de plata tras perder la final 1-0 en la prórroga contra Estados Unidos.
En noviembre de 2010, Érika anotó el primer gol de Brasil en la victoria por 5-0 en la Copa América 2010 sobre Colombia, lo que aseguró la clasificación para la Copa Mundial del año siguiente en Alemania.
En la Copa Mundial 2011, Érika anotó el primer gol de Brasil en la victoria por 3-0 sobre Guinea Ecuatorial. Luego, Brasil perdió un partido controvertido en cuartos de final por penales ante Estados Unidos después de un empate 2-2. Los jugadores, hinchas y medios estadounidenses estaban disconformes porque Érika exageró una lesión durante la prórroga para hacer tiempo. Érika vio la tarjeta amarilla y luego Abby Wambach empató en el tiempo que el árbitro había sumado por la polémica lesión.
Érika asistió a su segundo torneo olímpico de fútbol en Londres 2012. FIFA.com la describió como una de las jugadoras clave del equipo. Después de tener que esperar cinco horas el bus al estadio, Brasil perdió su último partido del grupo E 1-0 ante el anfitrión Gran Bretaña ante una multitud récord de 70.584 personas en el estadio de Wembley. Eso significó enfrentar en cuartos de final a Japón, campeón de la Copa del Mundo, que eliminó a Brasil al ganar 2-0 en el Millennium Stadium de Cardiff.
Regresó a la selección nacional para el Torneio Internacional de Brasilia de Futebol Feminino 2014, luego de casi dos años fuera por lesiones. Recordó haber jugado en todas las posiciones de campo para la selección nacional, excepto en las bandas, y estaba feliz de seguir haciéndolo donde fuera necesario. En vísperas de la Copa Mundial Femenina 2015, Érika sufrió una lesión en la rodilla y fue reemplazada en el equipo por Rafinha.
Érika se recuperó de su lesión y fue incluida en el equipo de Brasil para los Juegos Olímpicos 2016, su tercer torneo olímpico. Apareció en dos partidos, incluido el partido por la medalla de bronce que el anfitrión Brasil perdió 2-1 ante Canadá. Érika llegó a la concentración de Brasil para la Copa Mundial Femenina de la FIFA 2019 con un esguince de tobillo y luego sufrió una lesión en la pantorrilla. Fue removida del equipo y reemplazada por Daiane Limeira.

## Estadísticas de carrera

### Internacional

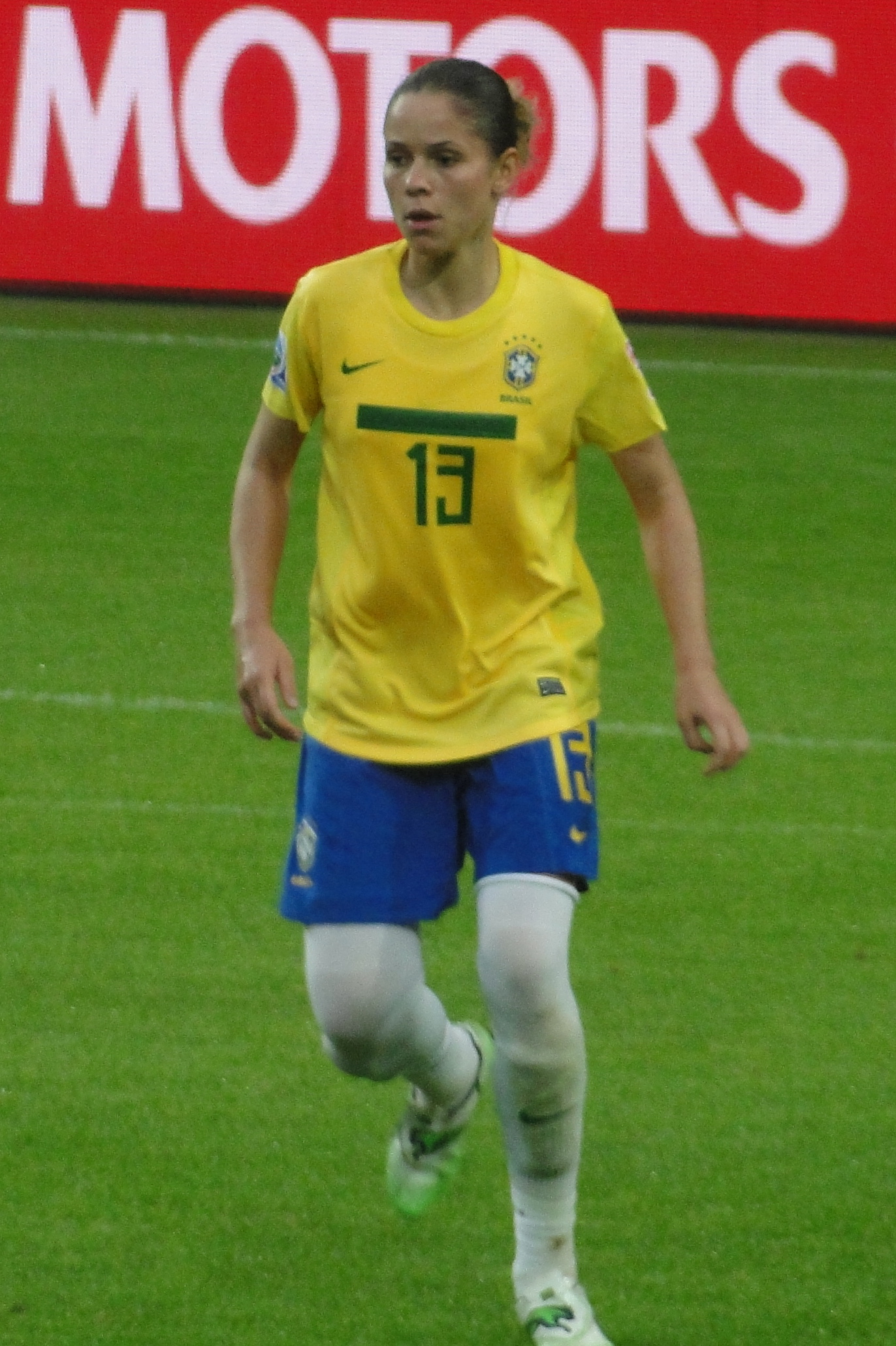
En la Copa Mundial Femenina de la FIFA 2011

Actualizado al 31 de diciembre de 2018.
| Selección nacional de Brasil | Selección nacional de Brasil | Selección nacional de Brasil |
| Año                          | Partidos                     | Goles                        |
| ---------------------------- | ---------------------------- | ---------------------------- |
| 2006                         | 5                            | 0                            |
| 2007                         | 0                            | 0                            |
| 2008                         | 10                           | 1                            |
| 2009                         | 6                            | 2                            |
| 2010                         | 8                            | 1                            |
| 2011                         | 9                            | 5                            |
| 2012                         | 11                           | 1                            |
| 2013                         | 0                            | 0                            |
| 2014                         | 0                            | 0                            |
| 2015                         | 5                            | 1                            |
| 2016                         | 5                            | 0                            |
| 2017                         | 4                            | 1                            |
| 2018                         | 2                            | 2                            |
| Total                        | 65                           | 13                           |

## Vida personal
Érika es una fuerte defensora del fútbol femenino en Brasil. Cuando Brasil perdió por 5-1 ante Alemania en la Copa Mundial Femenina Sub-20 de la FIFA 2014, rechazó las comparaciones con la reciente derrota por 7-1 del equipo masculino ante Alemania en la Copa Mundial de la FIFA 2014. En una carta abierta condenatoria, firmada por 100 atletas, calificó a Brasil como "un país sexista e intolerante que nunca creyó, aceptó o invirtió adecuadamente en el fútbol femenino".
Una de las entrenadoras de Érika a nivel juvenil fue Marcinha, una veterana pionera del EC Radar y de la selección brasileña de la Copa Mundial Femenina de la FIFA 1991.